# 质子化氧气
质子化氧气是一种离子，分子式为HO+
2。含氢物质燃烧时会生成这个离子。它存在于电离层，以及含有氧和氢的等离子体中。在超强酸中，O2可能会先产生质子化氧气，再将物质氧化。
质子化氧气是氧气的共轭酸。氧气（O2）的质子亲和能为4.4 eV。

## 重要性
在检测太空中的氧气时，质子化氧气很有帮助。由于地球大气层充满O2，人们在地上无法观察到空间物体的光谱。然而，HO+
2应该更容易被发现。

## 形成
二氧基阳离子（O+
2）与氢的反应：
O+•
2 + H2 → HO+
2 + H•
三氢阳离子与氧气的反应大致上是等温过程：
O2 + H+
3 → HO+
2 + H2
当原子氢在放电过程中产生，然后被氧气迅速冷却并在固体氖凝固时，它会产生几种活性离子和分子，包括HO2（超氧化氢）、HOHOH−、H2O(HO)、HOHO−和HO+
2。这个反应还会生成过氧化氢（H2O2）和四氧化氢（H2O4）。

## 反应
已知存在氦络合物（He–O2H+）。
HO+
2可以与氢气迅速反应：
HO+
2 + H2 → O2 + H+
3
HO+
2也会与氮气和水反应：
HO+
2 + H2O → O2 + H3O+

## 相关化合物
质子化氧气二聚体（HO+
4）的能量比质子化氧气的低。